# Acantholipes flavisigna
Acantholipes flavisigna là một loài bướm đêm trong họ Erebidae.